# Cat person e dog person
Os termos "cat person" e "dog person" se referem à preferência de animais domesticados de uma pessoa. Algumas pessoas identificam-se através de sua afinidade maior por gatos ou cães, descrevendo-se como uma "cat person" ou uma "dog person". Isso se baseia na dicotomia percebida entre cães e gatos como animais de estimação na sociedade. Os dois termos se referem à auto-identificação das pessoas, independentemente de quais animais de estimação eles realmente possuem, caso possuam um.
Um estudo de 2010 da Universidade do Texas descobriu que pessoas que se identificaram como "dog person" tendiam a ser mais sociais e extrovertidas, enquanto que as "cat person" tendiam a ser mais neuróticas e "abertas", no sentido de criativas, filosóficas ou não tradicionais. Em um estudo de 2014 na Universidade Carroll, Wisconsin, as pessoas que disseram que eram apaixonadas por cães eram mais enérgicas e extrovertidas, e tendiam a seguir as regras de perto, enquanto as apaixonadas por gatos eram mais introvertidas, de mente aberta e sensíveis. As amantes de gatos também tendiam a ser não conformistas, além de pontuar mais alto em testes de inteligência do que amantes de cães. Estudos demonstraram que os donos de gatos têm maior probabilidade de ter pressão arterial mais alta, de acordo com a CNN.